# مدرسة الفنون الإبداعية والأدائية (أوهايو)
مدرسة الفنون الإبداعية والأدائية (بالإنجليزية: School for Creative and Performing Arts)‏ ويشار لها اختصارًا: SCPA. هي مدرسة الفنون المغناطيسية في سينسيناتي في ولاية أوهايو الأمريكية، وجزء من مدارس سينسيناتي العامة. تأسست المدرسة في عام 1973 باعتبارها واحدة من أول المدارس المغناطيسية في سينسيناتي وأصبحت أول مدرسة في البلاد تجمع بين مجموعة كاملة من الدراسات الفنية مع برنامج أكاديمي إعدادي كامل للتعليم الابتدائي من خلال طلاب المدارس الثانوية. ومن بين ما يقرب من 350 مدرسة للفنون في الولايات المتحدة، تعتبر المدرسة واحدة من أقدم المدارس، وقد تم ذكرها كنموذج لكل من التكامل العنصري وبرامج الفنون في أكثر من 100 مدينة.
كان لدى المركز ثلاثة منازل مختلفة في السنوات الأربع الأولى، بما في ذلك الحرم الجامعي المؤقت في حي جبل آدمز وآخر في روسيلون. في عام 1976، احتلت مبنى مدرسة وودوارد الثانوية القديمة، على موقع واحد من أقدم المدارس الحكومية في البلاد. وارتفعت المدرسة إلى مكانة وطنية في الثمانينيات، لكنها أغلقت تقريبا في التسعينات في أعقاب سلسلة من الفضائح، والنضالات القيادية، وحريق متعمد دمر القاعة. وقد استعادت سمعتها في السنوات التي أعقبت ذلك، وفي الفترة 2009-2010، ظهرت المدرسة في مسلسل «إم تي في» «الواقع على المسرح»، الذي تم تصويره في المدرسة ويضم طلابها. في عام 2010، جنبا إلى جنب مع سكاي مدرسة شيل الابتدائية لتخصيب الفنون لإنشاء أول رياض الأطفال حتى الصف الثاني عشر (حوالي سن الخامسة إلى السابعة عشر) مدرسة الفنون وأول مدرسة القطاع الخاص / الفنون العامة في الولايات المتحدة. تم دعم منشأة جديدة في فوق نهر الراين من قبل الراحل سينسيناتي بوبس مايسترو إريش كونزيل وتمويلها من خلال شراكة فريدة من نوعها بين القطاعين العام والخاص التي جمعت أكثر من 31 مليون دولار في المساهمات الخاصة لمطابقة التمويل العام. ويضم المبنى مرافق متخصصة للفنون وثلاثة مسارح منفصلة، وهو مفتاح خطط إعادة التطوير للمنطقة.
يجب على الطلاب الاختبار للقبول. أقل من 20 في المئة من الذين يطبقون كل عام يتم قبولهم. سكبا مجاني للطلاب كبس ولكن أيضا يجذب الطلاب دفع الرسوم الدراسية من خارج المنطقة والدولة. وستخدم المدرسة الجديدة مجتمعة ما يقرب من 1300 طالب في عام 2010، وتقدم منهجا يهدف إلى إعداد الطلاب للمهن المهنية في الكتابة الإبداعية والرقص والدراما والموسيقى والمسرح التقني والفن البصري. التركيز على الأداء، ويطلب من الطلاب في كل حقل لأداء أو تقديم أعمالهم بشكل عام بشكل منتظم. يتنافس الطلاب بنجاح في مسابقات الفنون محليا ودوليا. في الاختبارات القياسية، سكبا تحتل المرتبة الثانية بين المدارس العامة سينسيناتي. ويستمر تسعون في المائة من المتخرجين من كبار السن إلى الجامعة، ويتلقى هؤلاء الطلاب واحدا من أعلى مستويات التمويل للمنح الدراسية في المدينة. ويعرض عدد محدود من الأنشطة اللامنهجية، حيث يتوقع من الطلاب أن يرتكبوا وقتا كبيرا بعد انتهاء فترة الدراسة للتدريب والأداء. وقد أنتجت الهيئة شهادات خريجين بارزين في مجموعة واسعة من المجالات الفنية، بما في ذلك الجهات الفاعلة الحائزة على جائزة والمطربين والمخرجين والفنيين.

## التاريخ

### خلفية
نشأت مدرسة الفنون الإبداعية وفنون الأداء، في جزء منه، ردا على معارك الفصل العنصري المتكررة في المدارس العامة سينسيناتي (كبس) في أواخر 1960 وأوائل 1970. وفي دعوى الحقوق المدنية لعام 1965, سادت المدينة عندما وجد قاض اتحادي أن المدارس لم تكن منفصلة عن عمد، ولكن «التركيبة العرقية لكل مدرسة هي ببساطة نتيجة للتركيب العنصري للأحياء التي تخدمها». وبحلول عام 1971 , فإن أحياء سينسيناتي ومدارسها قد ازدادت انفصالها، وأيدت المحكمة العليا في الولايات المتحدة الإجبار على الانتصاف كعلاج للفصل بين المدارس في مدن أخرى. ورغبة منها في تجنب مثل هذه العلاجات الجذرية لسينسيناتي، دفع الدكتور دونالد والدريب المشرف الجديد المعين برنامجا للمدارس البديلة (سميت فيما بعد بالمدارس المغناطيسية), صمم «لتهدئة رغبات الآباء في الاختيار الأكاديمي ووقف مطالب القضاة الاتحاديين الفصل العنصري الذي أمرت به المحكمة».وكانت النظرية وراء المدارس البديلة هي الالتحاق المفتوح: حيث يمكن للطلاب الالتحاق بأي مدرسة بديلة يختارونها دون أي تكلفة، ما دام يتم الحفاظ على التوازن العنصري حتى في المدرسة الجديدة. وقد تم قبول الطلاب في هذه البرامج إلى أقصى حد ممكن على أساس أسود واحد لأسود واحد. وكانت مدرسة الفنون الإبداعية وفنون الأداء أول مدرسة بديلة في ما سيصبح واحدا من أكبر وأقوى برامج المغناطيس في البلاد.
في عام 1965, أسس روبرت ماكسبادن وبيل ديكنسون، وكلاهما مدرسين في مدرسة سينسيناتي العامة، سينسيناتي آل-سيتي بوي تشوير، حيث ضربوا كيف انضباطا التي أنشأتها للأولاد في جوقة نقلت إلى دراساتهم الأكاديمية. وقد وضعوا فكرة المدرسة التي يقترن فيها التعليم الأساسي باهتمام مكثف للأطفال ذوي المواهب الفنية. وبدعم من والدريب وتوم موراي، مدير شعبة غرب وسط سينسيناتي الابتدائية، دفعوا مبلغ 119,000 دولار كجزء من استفتاء ضريبة الضرائب في مايو 1973؛ هزم التدبير. تمت الموافقة على المدرسة مع ميزانية مخفضة بشكل كبير من 27,000 $ بالإضافة إلى 9,850 $ من المجلس العام لمجلس التعليم. وتحولوا إلى تمويل خاص وحصلوا على منحة قدرها 292,000 دولار من ج. رالف كوربيت، أحد أفضل محبي الفنون في المدينة، و 24,500 دولار لمختبر البيانو من شركة بالدوين بيانو، التي صنعت البيانو في سينسيناتي منذ عام 1891.
افتتحت مدرسة الفنون الإبداعية وفنون الأداء في أغسطس 1973, والصف الوحيد من أربعة إلى ستة مدرسة للفنون المسرحية في البلاد وأول مدرسة عامة التي جمعت كل الفنون في برنامج واحد. وشملت المناهج الفنية، والموسيقى الموسيقية، والموسيقى الكورال، والرقص والدراما، ولم تنظم بدقة من قبل الصف، ولكن يسمح للطلاب للمضي قدما في أقرب وقت سمحت قدراتهم. وأوضح موراي:
وستكون الصفوف من الرابع إلى السادس معا في الصفوف. وغالبا ما يتم التدريس في فرق. سيقوم طلاب الفن بتصميم مشهد للمسرحيات، التي كتبها طلاب الدراما. سوف تلاميذ الموسيقى توفير الموسيقى. وهم يعملون معا بغض النظر عن العمر. في دروس القراءة سوف تقرأ وفقا لمستويات الفردية الخاصة بهم. طالب الموسيقى الرائعة، قادرة على تفسير أحلام بيتهوفن أحلم، قد تتعثر على القراءة المستوى الخامس. هذا لا يجعل منه دونس ببساطة قارئ بطيء.

### التأسيس في جبل آدامز (1973-1975)
كان ديكنسون اسمه المنسق وبعد ستة أسابيع هو، كان ماكسبادن، موراي وآخرون اختيار الموظفين، وضعت برنامجا، وتجنيد الطلاب، وانتقلت إلى مبنى مدرسة جبل آدامز العامة في 1125 شارع سانت غريغوري. وصفتها مجلة سينسيناتي بأنها " قرية غريبة من سكان الخيال، أرتي، المحلات التجارية والمطاعم غير عادية، والمباني التاريخية "ويطل على وسط مدينة سينسيناتي ونهر أوهايو، وكان جبل آدمز موطنا لأكاديمية سينسيناتي (متحف سينسيناتي متحف الفن) منذ عام 1887, وكان «مكة للطلاب والمعلمين للفنون». كانت مدرسة جبل آدمز تقريبا ما تبقى، مع أقل من 80 طالبا المتبقية. وظل خمسون من هؤلاء الأطفال، الذين تتراوح أعمارهم بين رياض الأطفال (حوالي سن الخامسة) والصف الثالث (حوالي سن الثامنة) إلى جانب البرنامج الجديد. وتم قبول 12 طالبا من طلاب المدارس المتوسطة في جبل آدمز في البرنامج الجديد، بالإضافة إلى 140 تلميذا آخرين من الصف الرابع إلى الصف السادس تم اختيارهم من المدارس في جميع أنحاء المدينة من خلال الاختبار.
وبحلول عام 1974, كان لدى سكبا 332 طالبا، و 500 طالب في قائمة الانتظار، وفاضت في حيز مستأجر في الحي المحيط، بما في ذلك ثلاث غرف في مدرسة الصليب المقدس القريبة، وغرفتين في مركز المجتمع على بعد مبنيينغرفة كبيرة للدراما فوق سوق اللحوم مايك عبر الشارع. الطلاب الذين يمارسون الأدوات في الممرات والمراحيض، وكانت المكتبة في منتصف قاعة الطابق الثاني. أقيمت منتجات الطلاب في مدارس أخرى في جميع أنحاء المدينة، وأول الموسيقية الكبرى، بابيس في تويلاند، وأجري في مركز التعليم وسط المدينة. مع خطط للتوسع إلى الصف التاسع (حوالي 14 سنة) و 540 طالبا في عام 1975, والصف الثاني عشر (حوالي 17 سنة) و 1400 طالب في عام 1977, كان لابد من العثور على منشأة جديدة. واقترح والدريب الانتقال من المدرسة إلى مبنى مدرسة وودوارد القديمة، ثم منزل مدرسة أبيجيل كوتر جونيور هاي، في منطقة فوق نهر الراين، وهي منطقة أغلبية من أصل أفريقي بالقرب من وسط المدينة. وكانت مقاومة الجوار قوية ومعارضة، محجة أن «إدارة المدرسة تحاول تجنب مشاكل التكامل عن طريق نقل مدرسة بديلة إلى القاطع ونقل طلاب القاطع في أماكن أخرى», منعت الخطة.
اقترحت السيدة بوبي ستيرن الانتقال من المدرسة إلى محطة سينسيناتي ونيون ترمينال، وهي علامة تاريخية وطنية وصفها المسح التاريخي للمباين الأمريكية "بمظهر فريد وفريد من نوعه لمعمارية آرت ديكو والديكور الداخلي", وذلك لجداولها الفسيفسائية التي تصور تاريخ سينسيناتي روتندا، 106 أقدام (32 م) عالية و 110 أقدام (34 م) طويلة، أكبر شبه قبة في نصف الكرة الغربي. كانت المنشأة، التي كانت شاغرة منذ أن تم التخلي عنها من قبل أمترك في عام 1972, لإيواء المدرسة، ومرفق صيانة لخدمة مترو مدينة الملكة سيتي، ومحطة السكك الحديدية الجديدة لأمتراك. وتمت الموافقة على الخطة في نيسان / أبريل 1975 وكان من المقرر الانتهاء منها في العام الدراسي 1976.

### الانتقال إلى روسيلون (1975-1976)
كان هناك حاجة إلى مساحة مؤقتة في الفترة الانتقالية، ونقلت المدرسة 550 طلابها من الرابع إلى التاسع الصف إلى المساحة المستأجرة في روسيلاون، مركز المجتمع اليهودي سينسيناتي. وقد قسمت المدرسة بين مبنيين، مبنى مدرسة يافنيه يوم 1636 طريق القمة ومركز الجالية اليهودية القريبة. وفي عام 1958, انتقلت مدرسة يافنيه داي، التي أسسها الآباء والأمهات الذين أرادوا الجمع بين التعليم العلماني واليهودي لأطفالهم، إلى روزيلون في عام 1958, لكنها تجاوزت ذلك المرفق. لم يكن لدى المدرسة خزانات. يحمل الطلاب أمتعتهم بين المباني. تم تسليم الغداء من مدرسة أخرى وخدم في كنيسة قريبة.
أصبح ديكنسون رئيسا في عام 1975, وعمل على دمج الفنون بشكل كامل في البرنامج الأكاديمي. واضاف "ان الاكاديميين لا ينتهون عندما تبدأ الفصول الفنية أو الدرامية أو الموسيقى", لكنه يمزج في نهج متعدد التخصصات للتعليم. وشملت دراسة الموسيقى الصوتيات والتاريخ والهندسة المعمارية من فترات الموسيقية الهامة. وكان تاريخ الفن جزءا من المناهج الفنية وعلم التشريح وعلم وظائف الأعضاء في برنامج الرقص.وقد تم الاعتراف المدرسة مع جائزة كوربيت سينسيناتي بوست في عام 1976 باسم «منظمة الفنون تقديم مساهمة بارزة في المجتمع».
وخرج مشروع محطة الاتحاد عن مساره عندما فشل المستأجرون المحتملون الثلاثة في الاتفاق على كيفية تقاسم الفضاء. وبعد أن تجاوزت الهيئة مرافقها المؤقتة، أجبرت مرة أخرى على إيجاد منزل جديد للسنة التالية. بعد دراسة الخيارات بما في ذلك معبد روكديل التاريخي ومدرستين المقرر أن تكون مغلقة في ويست إند في المدينة، استقر مجلس المدرسة مرة أخرى على مبنى قديم وودوارد، على اعتراضات المجتمع.

### أولد وودوارد والاهتمام الوطني (1976-1990)
وكان المنزل الجديد سكبا في قلب منطقة بندليتون في أكثر من الراين. واحدة من أكبر الأحياء الألمانية الأمريكية في الولايات المتحدة في القرن التاسع عشر ومنطقة ترفيهية شهيرة في ذلك الوقت، فوق نهر الراين قد انخفض إلى جيب الفقيرة والجريمة المدمرة للمهاجرين أبالاشيانز في القرن 20th. وبحلول عام 1970, حولت مجموعة من الطيران الأبيض وتدمير الأحياء الفقيرة المحيطة المنطقة إلى الغيتو الأكثر شهرة في سينسيناتي. وهي واحدة من أكبر والمناطق التاريخية الحضرية الأكثر سليمة في الولايات المتحدة وأقصر حي في سينسيناتي. انتقلت المدرسة، مع 650 طالبا، إلى هذا الحي التاريخي ولكن بارع، ومبنى المدرسة القديمة وودوارد في 1310 الجميز الشارع.
كان وودوارد واحدة من أقدم المدارس الحكومية في البلاد، التي تأسست كمدرسة وودوارد الحرة في عام 1831؛ تم تعيينه لويليام وودوارد، وهو مدبب محلي تبرع بالأرض لتوفيره، في كلماته، «مرافق لتعليم أطفال الأشخاص الذين لا يستطيعون تحمل نفقات التعليم الخاص». تم استبدال المبنى مرة واحدة في عام 1855, ومرة أخرى في عام 1907 عندما وضع الرئيس وليام هوارد تافت، الذي تخرج من وودوارد في عام 1874, حجر الزاوية في المبنى الحالي؛ افتتح في عام 1910. ويرتبط الموقع إلى السكك الحديدية تحت الأرض، وهي شبكة غير رسمية من الطرق السرية والمنازل الآمنة التي يستخدمها العبيد السود في القرن 19 في الولايات المتحدة. ليفي نعش المعروفة باسم «رئيس السكك الحديدية تحت الأرض» كان منزل هناك من 1856 إلى 1863. مبنى من خمسة طوابق، والحجر، وبناء تيرا كوتا ما يقرب من 225,000 قدم مربع (20,900 m2). صممت من قبل غوستاف براش، وكان يعتبر «جوهرة المعمارية» في وقتها، مع بعض من أحدث المرافق في يومها، بما في ذلك المراحيض تدفق والتدفئة المركزية، وحمامي سباحة. ويأتي مع 12 نادرة رووكوود الفخار نوافير الشرب من أوائل 1900, والهدايا من جامعة الفن، التي تأسست في عام 1895, والتي رفعت مستحقات من الطلاب الذين سوف يصوتون ثم على الأعمال الفنية لشراء للمدرسة. المبنى هو جزء من المنطقة التاريخية سجل أكثر من نهر الراين، والذي يشمل 362.5 فدان (146.7 هكتار) من المجتمع الألماني الأصلي ويجاور الجميز - 13th ستريت هيستوريك ديستريكت، والذي يعكس العمارة الهامة المرتبطة منتصف وأواخر 19 القرن إحياء اليونانية، الملكة آن، والإيطالية الأساليب.
انتقلت مدرسة وودوارد الثانوية إلى منشأة جديدة في بوند هيل في عام 1953, وأصبح المبنى أبيجيل كوتر جونيور هاي ششول (المعروف أيضا باسم كوتر), واسمه لويليام وودوارد زوجة. احتلت سكبا الطابق الرابع في عام 1976, والمبنى بأكمله في عام 1977, مما أدى إلى تشريد الطلاب القاطع إلى المدارس العامة الأخرى. تخرج من الدرجة الأولى في عام 1979, ليصبح أول برنامج ابتدائي من خلال الصف الثاني عشر الفنون في البلاد. وقد تخرج أول ما يسمى ب «الناجين», الذي بدأ في الصف الرابع، في عام 1982.
وواصلت الهيئة اجتذاب الاهتمام الوطني، وكما ذكر التلفزيون المحلي الخاص، «يتدفق المربون من جميع أنحاء البلاد إلى سينسيناتي لمعرفة كيف ولماذا يعمل». في عام 1981, دعيت الهيئة إلى أداء مسرح ويز في المسرح الوطني في واشنطن العاصمة، مسرح المسرحين، وأقدم دار سياحية رئيسية في البلاد، لتصبح أول مجموعة غير مهنية لأداء هناك منذ افتتاحه في عام 1835 (روكا) فاز كارول بالوقوف الوطني لعام 1981 لفنون المواهب بحث في الدراما وأصبح باحثا رئاسيا في الفنون. تلقت المدرسة مدرسة الشريط الأزرق من وزارة التربية والتعليم في الولايات المتحدة في عام 1984 وجائزة الاستحقاق المدرسة الثانوية الوطنية في عام 1985. وبحلول عام 1985, كان الفضل كنموذج لمدارس الفنون في 100 مدينة في الولايات المتحدة وأوروبا وآسيا، وقد استشهد بها في الكتب المدرسية كنموذج للتميز في الاندماج المدرسي.
وتعتمد المدرسة اعتمادا كبيرا على التبرعات التي تشكل أكثر من عشرة في المائة من إجمالي الميزانية. وكان أصدقاء «سكبا» (المعروف باسم «الأصدقاء»), وهي منظمة غير ربحية يقودها الآباء وأعضاء مجتمعات الأعمال والفنون، مصدرا حيويا للتمويل منذ بداية المدرسة. في عام 1984, جمع الأصدقاء أكثر من 400,000 دولار لدفع رواتب المدير الفني، المدير الفني، مصمم الأزياء، والرقص، والسلاسل، ومعلمي الإنتاج. في السنوات اللاحقة، جمع أصدقاء تصل إلى مليون دولار سنويا من خلال المناسبات الخاصة، والهدايا للشركات والرعاية، مبيعات الإعلانات، وغيرها من البرامج لدعم الاحتياجات الفنية للمدرسة بما في ذلك رواتب الموظفين، ومصروفات الإنتاج، والمنح الدراسية للدروس الخصوصية، والفنانين في الإقامة.

### الجدل والعودة (1991-2009)
واندلعت فضيحة عندما استقال ديكينسون الرئيس المؤسس في عام 1991, مستشهدا بأسباب صحية، في حين يجري التحقيق في ادعاء غير لائق اتصال مع الطلاب خارج المدرسة، لم يتم إيداع أية تهم. خلفه الدكتور روزالين إنجلترا، المدير السابق للمدرسة الثانوية المركزية فبا في سانت لويس. واستمر الجدل، وبين عامي 1992 و 1995, اعترف مدرسان بوجود أو محاولة ممارسة الجنس مع الطلاب، وتم التحقيق في حالتين أخريين بسبب ادعاءات سوء السلوك الجنسي. في عام 1992, أدى الصراع المفتوح مع انكلترا إلى مغادرة المدير الفني الأصلي جاك لويسو، الذي كان ديكنسون يسمى "الحياة الدم" من المساعي الفنية للمدرسة ". وسيبقى البرنامج الفني في حالة اضطراب. سيأتي أربعة مخرجين فنيين آخرين ويذهبون تحت إنجلترا. أثارت الجدل عدد القتلى. فقد عانت الطلبات، وغادر المعلمون، وتراجع الدعم المالي، وانخفضت جودة الإنتاج. وبحلول عام 1996, انخفض عدد المسجلين من قرابة 200 1 طالب إلى 956 طالبا.
وفي نيسان / أبريل 1996, دمر حريق متعمد قاعة المدرسة، مما تسبب في أضرار تزيد على مليون دولار; كانت نقطة تحول للمدرسة ثم قريبة من الإغلاق. لم يتم التعرف على الجاني مطلقا. إريش كونزيل، منذ فترة طويلة مايسترو من سينسناتي بوبس أوركسترا وشهيرة على الصعيد الوطني باسم «أمير بوبس», أعلن رؤيته لحرم جديد سكبا بالقرب من قاعة سينسيناتي الموسيقى، والتي ستكون جزءا من مجمع الفنون والتعليم التي من شأنها أن تساعد على تنشيط أكثر من ال التعريف، رين. وقد أطلقت حملة على مدى السنوات الثلاث عشرة التالية لجمع الأموال ووضع خطط للمرفق الجديد.
إنجلترا تقاعدت فجأة في عام 1997 وحل محلها جيف بروكامب، الذي كان رئيسا لمدرسة كريست هيلز على مدار السنة، والتي فازت بجوائز لمناهجها طوال العام. بروكامب، مع عدم وجود الخبرة الفنية السابقة، بدأت لتحويل المدرسة حولها. التركيز الجديد على الأكاديميين، والمزيد من دورات التنسيب المتقدمة ومعايير الاختبار أكثر صرامة التي اعترف فقط الطلاب الأكثر تخصصا أدى إلى نتائج أفضل الاختبار ومستوى أعلى من المواهب الفنية. دفع بروكامب لتوسيع برامج التدريب المهني للمدرسة في التصوير الفوتوغرافي، وإدارة المسرح، وتصميم الأزياء بنسبة 50 في المئة. وازدادت طلبات الحصول على الأداء أكثر من ثلاثة أضعاف بحلول عام 2001 وانتعشت عملية جمع الأموال.
استقال بروكامب وحل محله كلارنس كروم في عام 2004، الذي أعقبه جون كارلايل في عام 2006. كارلايل ذهب إجازة طويلة في أكتوبر 2007, في انتظار التحقيق في الاغتصاب المزعوم من طالب سابق خارج المدرسة. ونفى كارلايل الاتهام ولم توجه تهم جنائية. وقد استقال من منصبه في مارس 2008. ووفقا لمجلة سينسيناتي، فإن "فضيحة الشائعات والارتباك" و «الباب الدوار لمديري المدارس» أثرت على معنويات أعضاء هيئة التدريس والطالب. تم استبدال كارلايل بالدكتور جوناثان فوتش، مساعد مدير المدرسة سابقا في مدرسة ويثرو الثانوية.

### أخذ المرحلة (2009-2010)
أخذ المسلسل التلفزيوني «المسرح الواقعي» الذي أقيم في سكبا، عرض لأول مرة على قناة إم تي في في مارس / آذار 2009. وكانت هذه السلسلة، التي شارك في إنشائها واشترك في إنتاجها سكايبا نيك لاشي، تصويرا دراميا للحياة في المدرسة. وأظهر المعرض حياة خمسة طلاب المدرسة الثانوية الحقيقية سكبا وأصدقائهم في حياتهم المهنية في سكبا. كل حلقة ظهرت الموسيقى الأصلية والكوريغرافيا من قبل الطلاب أنفسهم، أجريت في المدرسة وغيرها من المواقع في أكثر من الراين.
كان الموسم الأول، الذي عرض لأول مرة في 19 مارس 2009, هو أول بث الكابل في وقت مبكر بين الإناث 12-24 سنة واحدة من المراكز الأربعة الأولى بين جميع المشاهدين 12-34 سنة. بدأ الموسم الثاني التصوير في المدرسة في عام 2009, وبثت لأول مرة في 16 يناير 2010. تم قطع العرض من ساعة واحدة إلى 30 دقيقة، وركز على الطلاب نقل جديدة بدلا من الطلاب الحالي سكبا، مما دفع بعض الطلاب وأولياء الأمور للشكوى التي فقد تعرضت عملية القبول للخطر. نفت المدرسة المطالبة. ركض على 16 حلقة، خلال 15 أبريل 2010. في مايو 2010, أعلنت متف أنه لن يكون هناك موسم ثالث.
وقد دفعت المدرسة 10,000 دولار لكل من الحلقات التسع في الموسم الأول واثني عشر في الموسم الثاني. وقد جذب المعرض اهتماما دوليا للمدرسة والاهتمام من الطلاب المحتملين في جميع أنحاء العالم; زادت طلبات القبول بنسبة 60 في المائة في عام 2009.

### واشنطن بارك (2010-)
في أعقاب حريق عام 1996, شكلت مجموعة من المستفيدين المحليين بقيادة كونزيل مركز سينسيناتي للفنون والتعليم (غسيك) الكبرى، في كلمات كونزيل، «تحويل المنطقة حول واشنطن بارك إلى مجتمع الفنون الفريدة التي من شأنها أن تشمل جديدة مدرسة للفنون الإبداعية والفنون المسرحية». وقد خصصت الهيئة مبلغ 31 مليون دولار ومدرسة سينسيناتي العامة 34 مليون دولار ودولة أوهايو 7 ملايين دولار للجمع بين سكبا ومدرسة شيل الابتدائية لتخصيب الفنون في مبنى واحد لإنشاء أول مدرسة عامة من رياض الأطفال حتى الصف الثاني عشر للفنون في ما تقوم به غسيك تسمى «نظام المدارس الحكومية غير المسبوق على المستوى الوطني - شراكة القطاع الخاص».
تم تحويل شيل، الذي بني في عام 1911 كمدرسة ابتدائية في حي كوريفيل، إلى مدرسة مغناطيسية باللغة الإسبانية في عام 1974 ومرة أخرى إلى مدرسة لتخصيب الفنون في عام 1985. وقد تم قبول طلاب شيل من خلال التسجيل المفتوح لأول مرة أولا مع 420 من رياض الأطفال حتى الصف الثالث الطلاب في عام 2008 (حوالي سن 5 إلى تسعة), 83 في المئة منهم أسود، 72 في المئة المحرومين اقتصاديا، وكانت المدرسة الابتدائية التغذية ل سكبا، التي طلب من الطلاب شيل ل الاختبار. كانت شيل واحدة من اثنين من المدارس كبس المعترف بها كمدرسة الشريط الأزرق في عام 2010
واجهت خطط البناء معارضة من أولئك في المجتمع الذين يخشون من المشروع سيحل محل نزل نزل نزل، أكبر مأوى في المنطقة المشردين، وتم تعديل التصميم للبناء من حوله. وبحلول عام 2007, وبعد أكثر من عقد من جمع الأموال والمفاوضات، تم تأمين 90 في المائة من الميزانية النهائية البالغة 72 مليون دولار وتم كسر الأرض لبناء جديد عبر حديقة واشنطن في أيلول / سبتمبر من ذلك العام. تم اصطفاف الحديقة التي تبلغ مساحتها 5.75 فدان (2.33 هكتار), المستصلحة من دفن قديم بين عامى 1858 و 1863, مع الأشجار والمقاعد، وتتميز بتماثيل فريدريش هيكر وروبرت لاتيمر ماكوك، والأبطال الأمريكيين الأمريكيين للحرب الأهلية الأمريكية. ومع تراجع منطقة نهر الراين، تجاوز عدد كبير من السكان المشردين المنطقة.
تواجه الحديقة قاعة سينسيناتي للموسيقى، موطن سينكواتي أوركسترا سينسيناتي، سينسيناتي أوبرا، مهرجان سينسيناتي ماي، سينسناتي بوبس أوركسترا. صممه صمويل هانافورد، أحد أهم المهندسين المعماريين في سينسيناتي، وبني مع صناديق خاصة في عام 1878, أضيف إلى السجل الوطني للأماكن التاريخية في عام 1971, مشيرا إلى «تكوين مذهل في وضع القوطية العليا فيكتوريا». تم إدراجه كعلامة تاريخية وطنية في عام 1974. ميموريال هول، وهو مسرح الفنون الجميلة التي بناها هانافورد في عام 1908, ويقع مباشرة إلى الجنوب من قاعة الموسيقى، وأضيف إلى السجل الوطني للأماكن التاريخية في عام 1978. منذ عام 2005 أيضا المنطقة كانت موطنا لأكاديمية الفنون في سينسيناتي، التي تأسست في عام 1869. كانت محاذاة سابقا مع متحف سينسيناتي للفنون، وأصبحت كلية مستقلة للتصميم في عام 1998. مسرح سينسيناتي ومسرح المعرفة هي أيضا جزء من المجتمع الثقافي الغني الذي تطور حول الحديقة وقاعة الموسيقى.
المدرسة المشتركة يحتفظ اسم مدرسة للفنون الإبداعية والفنون المسرحية. وسيكون للمانحين من القطاع الخاص صوت كبير ومستمر في كيفية تشغيل المدرسة. ووفقا لسينسيناتي إنكيرر، وافق مجلس إدارة المدرسة على خطة في عام 2003 للسماح لل غسيك اختيار خمسة من اثني عشر عضوا في لجنة اتخاذ القرارات المدرسية المحلية (لسدمك), وهي هيئة مستقلة توفر الرقابة للمدرسة، كشرط لاستمرار جمع الأموال. وقد انتقد قادة النقابات هذا القطاع الخاص باعتباره استثناء أعضاء هيئة التدريس والموظفين. وقد بدأت الهيئة في جمع التبرعات للحصول على منحة في عام 2010, واعتبارا من عام 2010, كانت قد تعهدت بتقديم ما لا يقل عن 150,000 دولار سنويا إلى المدرسة.
ولم يعلن عن خطط لمبنى وودوارد القديم، ولكن من المتوقع أن تظل شاغرة لسنوات. وقد ذكر تقييم المرافق المدرسية في أوهايو في عام 2002 أنه كان «جذابا جدا من الناحية المعمارية ويحتاج إلى أي وسيلة مطلوبة للحفاظ عليه», وأن الوحدات السكنية ستكون أفضل استخدام، ولكن مشروع إعادة تطوير كبير، في حين أن جذابة للمطورين من القطاع الخاص، سيكون باهظة التكاليف. شهدت المنطقة المحيطة بالمبنى القديم عودة في السنوات الأخيرة بما في ذلك الفضاء الأخضر العام اسمه كوتر الملعب مباشرة شمال المبنى، حاليا موطن ل أوتر الحضرية ركلة دوري. في نوفمبر 2012, تم بيع المبنى في مزاد لإعادة التطوير الأساسية في انديانابوليس بمبلغ 1.3 مليون دولار. وقد تم تقييمها بمبلغ 8.5 مليون دولار. لم تكن خطط المطور للمبنى واضحة في ذلك الوقت.
وقد انتقدت المدرسة بأنها "نخبوية" لسياسات القبول الانتقائية. يتم تقييم الطلاب المحتملين على حساسيتهم الفنية وإمكاناتهم. ويطلب من الطلاب الذين يدخلون الصفوف من الرابع إلى السادس للاختبار في كل الفنون الرئيسية; يمكن للطلاب الأكبر سنا اختبار الأداء في المناطق التي يختارونها فقط. كل مقدم طلب يؤدي أمام ما يصل إلى سبعة معلمين في مناطق مختلفة في العملية التي تستغرق يوما واحدا، والتي تهدف إلى ضمان عدم قبول أي طالب في برنامج لا ينتمون إليه. يتم منح القبول للطلاب بتسجيل 8 من أصل 10 نقطة في منطقة واحدة على الأقل. في المتوسط، يتم تطبيق 1,700 طالبا سنويا، و 1,000 مدعوون إلى الاختبار، و 250 طالبا يتم قبولهم. الحضور مجاني لطلاب مدرسة سينسيناتي العامة. ويأتي عشرة في المائة من الطلاب من خارج المنطقة - بعضهم من خارج الولاية - ويدفعون الرسوم الدراسية للحضور. وبلغت الرسوم الدراسية للعام الدراسي (2006-2007) 6309 دولارا للطلاب خارج المقاطعة و 654 ,9 دولارا للطلاب خارج الولاية.
كمدرسة المغناطيس تأسست لتعزيز التكامل المدرسة، والتنوع العنصري والاقتصادي كانت عوامل هامة في قرارات القبول. وكانت نسبة الطلبة 52.1 في المئة من السود، و 41.7 في المئة من ذوي الدخل المنخفض، و 7.7 في المئة المعوقين في 2009-10. في عام 2007, ردا على قرار المحكمة العليا في الولايات المتحدة يحظر المعايير العنصرية لتعيين الطلاب في المدارس العامة، كبس القضاء على العرق ونوع الجنس كعوامل محددة في القبول المدارس المغناطيسية. ويصر مسؤولون في المدرسة هذا سيكون له تأثير يذكر، على الرغم من المخاوف الوالدين أن القرار سوف تآكل التنوع.

## الفنون
تم تصميم المناهج الدراسية لإعداد الطلاب للحياة المهنية في الفنون. ويركز كل طالب في مجال رئيسي واحد على الاقل: الكتابة الابداعية، والرقص، والدراما، والموسيقى، والفن التشكيلي، والفن البصري. وغالبا ما يركز الطلاب الأصغر سنا على اثنين أو أكثر. يطلب من طلاب المدارس الثانوية أن يتخصصوا ويختصون فقط في المجالات التي لديهم القدرة على القيام بأعمال مهنية. الطلاب المتقدمين يدرسون ما يصل إلى ساعتين كل يوم في تخصصهم. وتبقى نسبة 40 في المائة من الطلاب بعد ساعتين على الأقل من المدرسة من أجل البروفات والدروس الخاصة والإنتاج.
البرنامج يشدد الانضباط والأداء. لا توجد دورات التقدير; وتؤكد المناهج أن تقدير الفنون ينمو من ممارسة الفن. كما يتم التشديد على الترابط بين الفنون. جميع الطلاب يأخذون دورة واحدة على الأقل في كل منطقة رئيسية. راقصة، على سبيل المثال، سوف تكون هناك حاجة لدراسة الفن البصري، الدراما، والموسيقى.
ويشمل برنامج الفنون البصرية،الرسم، والتصوير الفوتوغرافي، والنحت، والفن الرقمي، وتاريخ الفن. البرنامج منظم للغاية، والتأكيد على تقنية والسيطرة على حرية التعبير، والتي اجتذبت انتقادات من المجتمع الفني المحلي. يتلقى الطلاب الفن تعليم فردي، والمشاركة في المعارض الفنية والمسابقات، والقيام بعمل بتكليف، والعمل في المعارض في المنزل والمعارض خارج الموقع. معظم التخصصات الفنية تأخذ دورات متقدمة التنسيب الفن بحلول نهاية العام الثاني، وكثير حضور برامج ما قبل الكلية في الجامعات الكبرى بين سنوات دراستهم الثانوية.
برنامج الدراما يؤكد التقنية والأداء. يجب على الطلاب أداء في العام مرتين على الأقل في السنة. هناك ثلاثة إنتاجات دراماتيكية كبيرة في كل موسم، ويطلب من طلاب المدارس الثانوية للتنافس في مسابقة التحدث باللغة الإنجليزية شكسبير. اختبار الطلاب المتقدمين لشركة فرقة التمثيل، التي توفر موسم كامل من العروض في أماكن خارج المدرسة. يركز برنامج الكتابة الإبداعية على الكتابة كفن في الصحافة، كتابة السيناريو، الشعر، وخلاقة غير خيالية. يشارك الطلاب في مسابقات الكتابة، والتدريب الداخلي، وتطوير محافظ لعرض أعمالهم.
تم تأسيس برنامج الرقص على مبادئ التدريب من «مدارس الرقص الأكثر شهرة في أوروبا», والتي تؤكد على تدريب الجسم. يطلب من جميع الراقصات دراسة الباليه، ولكن قد تتعلم أيضا الرقص الحديث، موسيقى الجاز، الصنبور، وغيرها من أشكال الرقص.هناك تسعة مستويات من الباليه، والطلاب تبدأ التدريب المكثف في الصف الرابع. وتجتمع فصول الرقص لمدة لا تقل عن 45 دقيقة كل يوم; يمكن للطلاب المتقدمين تدريب لمدة ثلاثة أو أكثر. فرقة الرقص، مختارة من قبل الاختبار، مراحل الأداء العام على مدار السنة.
يقدم برنامج الموسيقى الموسيقية تخصصات في الأوركسترا، الفرقة، البيانو، موسيقى الجاز، قرع، القيثارة. ويبدأ الطلاب في الصك والتدريب المتخصص في الصف الرابع. الطلاب المتقدمين يأخذون دروس خاصة، مرتبة من قبل المدرسة، ولها فصول رئيسية مع المدربين الضيوف من أوركسترا سينفيني السيمفونية. صوت الموسيقى الطلاب الاختبار لأداء في واحدة من 13 مجموعات الأداء الصوتية. يمكن لطلاب المدارس الثانوية اختبار الأداء الأكثر انتقائية من هؤلاء، «13 وبرودواي», الذي يؤدي في جميع أنحاء المنطقة.
يقدم برنامج المسرح التقني التدريب على مستوى الكلية في إدارة المرحلة، والإضاءة، والصوت، ومجموعة تصميم زي. كل تخصص لديه مختبر للطلاب لتطوير المفاهيم وتقنية الممارسة، والطلاب يعملون جنبا إلى جنب مع المهن المهنية الناس في المجال الذي يختارونه.
الطالب الحاضرين في كلية قسمهم الرئيسي مرتين في السنة في «مراجعة الكفاءة» لتقييم التقدم المحرز. وهي تجربة تعلم للطلاب الأصغر سنا، ولكن الطلاب في الصفوف 7-12 الذين يفشلون في الحصول على تصنيف النجاح يتم وضعهم تحت المراقبة ويجب أن يمر استعراضهم اللاحق للسماح لهم بالاستمرار في هذا التخصص. يجب على الطلاب اختبار إذا رغبوا في تغيير التخصصات للسنة التالية.
تسليط الضوء على موسم الأداء هو إنتاج الموسيقية الرئيسية التي هي مصدر هام للدخل للمدرسة. هناك نوعان من الباليه كل عام: كسارة البندق في فصل الشتاء وقطعة من ذخيرة في الربيع. يتم التعامل مع الجوانب الفنية والإنتاجية للأداء بالكامل من قبل الطلاب، وهو مستوى من المسؤولية التي تدعي المدرسة غير عادية حتى بين مدارس الفنون. ويتم الحفاظ على التوازن العنصري الصارم في جميع العروض المدرسية من خلال «الصب غير التقليدي», حيث يتناوب سباق كل دور قيادي في كل إنتاج.
وقد أجرى طلاب سكبا وأعضاء هيئة التدريس مع الشركات المهنية وفي الأماكن الرئيسية بما في ذلك قاعة كارنيجي ومركز كينيدي. يتم اختيار الطلاب لأداء مع كل شركة الفنون المحلية الكبرى، بما في ذلك الأوبرا سينسيناتي، مسرح سينسيناتي في الحديقة، والباليه سينسيناتي، وتظهر في البرامج التلفزيونية المحلية والإعلانات التجارية. وقد قام الطلاب سكبا على برنامج تلفزيوني مع سينسيناتي الملوثات العضوية الثابتة وجولة مع برودواي الإنتاج بما في ذلك 42 شارع والملك . الطلاب على جولة مواصلة دراستهم في «مدرسة مجموعة» والانضمام إلى زملائهم عند عودتهم.
يتم تشجيع الطلاب سكبا للتنافس في المسابقات الفنية على جميع المستويات، بما في ذلك المسابقات الدولية مثل مسابقة البيانو العالمي ومهرجان المسرح المدرسة الأمريكية في ادنبره. وقد ضمت مرتبة الشرف منذ عام 2008 المركز الأول في جائزة أوتوهانا روبرت فوكس للكتاب الشباب، وميدالية برونزية في مسابقة سينسيناتي العالمية للبيانو، وأعلى مرتبة الشرف في مسابقة أيام موسيقى الجوقة الدولية، وجائزة سينسيناتي آرتس أوفيرتيور لعام 2008 في الفنون البصرية.

## الأكاديميين
ويطلب من الطلاب لإكمال المنهج الدراسي كبس القياسية جنبا إلى جنب مع دراساتهم الفنية واليوم المدرسي هو 45 دقيقة أطول من غيرها من المدارس العامة سينسيناتي. ويحتل المركز الأول في المنطقة على درجات الاختبار الموحدة على مستوى المدارس الابتدائية. على مستوى المدرسة الثانوية، فقط الجوز هيلز الثانوية، سينسيناتي انتقائية الكلية العامة المغناطيس التحضيري، في المرتبة الأعلى. في عام 2009, كان معدل التخرج 95.5 في المئة وكان متوسط الدرجات في أكت، وهو اختبار القبول الجامعي الموحد، 23 (في المئة 69). في وزارة التعليم في ولاية أوهايو 2009-2010 بطاقة تقرير السنة الدراسية، تم تعيين سكبا «فعالة» وشيل تم تعيين «ممتاز». ويستمر تسعون في المائة من المتخرجين من كبار السن إلى الجامعة، ويتلقى هؤلاء الطلاب واحدا من أعلى مستويات التمويل للمنح الدراسية في المدينة. في عام 2007، تلقى 98 من كبار السن المتخرجين معا 7.1 مليون دولار في المنح الدراسية وسكبا متوسط 72,449 دولار للطالب، وثالث أكثر من أي مدرسة عامة أو خاصة في سينسيناتي.
يقدم سكبا مجموعة محدودة من الأنشطة الرياضية وغيرها من الأنشطة مقارنة مع مدارس كبس الأخرى، حيث يتوقع من الطلاب أن يرتكبوا وقتا كبيرا بعد المدرسة للممارسة والأداء. يتم تنظيم فرص خدمة المجتمع التطوعي من قبل لجنة ثقافة المدرسة الإيجابية وإتاحتها للطلاب في كل الصف. وينتخب مجلس الطلبة من كل درجة ويجمع الأموال للأنشطة الطلابية. أما جمعية ناتيونال أونور سوسيتي (للصفوف العاشرة إلى الثانية عشرة) والجمعية الوطنية للشباب الشرف (للصفوف من السابع إلى التاسع) فهي عن طريق الدعوة فقط للطلاب الذين يبدون إنجازا متميزا وخدمة وقيادة ومواطنة.
الألمانية والفرنسية والأندية مفتوحة لجميع الطلاب وتخطيط الأنشطة المتعلقة باللغة. ويستفيد نادي علم الفلك للبنات من الصف الرابع إلى السادس من مرصد سينسيناتي القريب لاستكشاف علم الفلك. ويشارك فريق برين بول، وهو أيضا من الصف الرابع إلى السادس، في المسابقات الأكاديمية. يعمل الطلاب المنخرطون في تعزيز التسامح (سيفت) لتعزيز التسامح والتنوع من خلال الرحلات الميدانية التوعية وجمع التبرعات.
وتشمل المنشورات الطلابية الكتاب السنوي، 1310 عنوان للفنون، وهي صحيفة شهرية نشرت من قبل قسم الكتابة الإبداعية، ولكنها مفتوحة للمساهمات من قبل جميع الطلاب، وباندورا باكباجيس، مجلة بالألوان الكاملة يضم الكتابة الإبداعية والفن البصري والمقطوعات الموسيقية من قبل الطلاب، وأعضاء هيئة التدريس، والخريجين.
تنافس المدرسة رياضيا في مؤتمر سينسيناتي المستقل في كرة السلة للبنين والبنات، ولعبة البيسبول للبنين، والكرة اللينة للبنات. الرياضة الداخلية مفتوحة لجميع طلاب المدارس الثانوية.
افتتح المبنى الجديد، الذي يدعى مركز إريش كونزيل للفنون والتعليم، ل 1,350 طالبا في أغسطس / آب 2010. وقد تم تصميم المرفق البالغ 72 مليون دولار، الذي يحده من شوارع إلم، وريس، و 12, ويواجه سنترال باركواي، من قبل مودي نولان وهي شركة معمارية كبيرة مملوكة لأقلية معروفة بجوائزها العديدة في التصميم، وهي أكبر مشروع تنموي في منطقة نهر الراين منذ قاعة الموسيقى. ودعا القادة المدنيون إلى بناء المدرسة «مفتاح تجديد نهر الراين» وتشمل خطط التنمية للمنطقة تجديد قاعة الموسيقى ومواقف السيارات الجديدة والساحة العامة القريبة، والتوسع الكبير في حديقة واشنطن.
لوحة منحنية من الفولاذ المقاوم للصدأ مع منحنيات نمط حفاضات حول المبنى على شكل حرف L و «منحنى حضري» من الزنك يلتف المسرح الرئيسي في الجزء الأمامي من المبنى، على النقيض من الجدران من الطوب من المدرسة، وتصميم ومواد منها تعكس تلك المستخدمة في حي المبنى. شباك التذاكر عبارة عن هيكل أحمر على شكل مداخن يشع شعاع من الضوء في السماء. ويجمع المبنى المكون من أربعة طوابق والمعوقين الذي يصل إلى 250,000 قدم مربع (23,000 متر مربع) بين المساحات الفنية والأكاديمية في كل طابق، مرتبة حسب الصف، مع أصغر الطلاب في الطابق الأدنى. يتميز المدخل الرئيسي بمنحوتات طلابية يتم اختيارها بواسطة المسابقة. «شارع الفنون», مع مساحة معرض لمزيد من الأعمال الفنية للطلاب، يربط مسرح كوربيت الرئيسي 750 مقعد، ومسرح مايرسون 350 مقعد، ومسرح الصندوق الأسود 120 مقعدا. مسرح كوربيت لديه 80 قدما (24 مترا) مرحلة، حفرة أوركسترا تعمل هيدروليكيا، ومعزولة سمعيا عن بقية المبنى.ومن المخطط أيضا مدرج في الهواء الطلق.
تشمل المرافق الموسيقية غرف لفرقة، أوركسترا، فرقة موسيقى الجاز، والموسيقى الصوتية، جنبا إلى جنب مع مكتبة الموسيقى، استوديو البيانو الكبير، واثنتي عشرة غرف ممارسة عازلة للصوت. وتشمل المساحات المخصصة للفنون الأخرى غرف الدراما المتخصصة، وأربع غرف للرسم والنحت، واستوديو للتصوير مع غرفة مظلمة مجاورة. وتشمل مرافق المسرح التقني مختبرات للإضاءة وهندسة الصوت، فضلا عن هذا المشهد، ومحلات الدعامة المرحلة. يتم زيادة صالة الألعاب الرياضية الرئيسية التي تبلغ مساحتها 5,500 قدم مربع (510 متر مربع) من خلال مركز للياقة البدنية وستة أماكن متعددة الأغراض للصالة الرياضية والرقص. وتشمل المرافق الأكاديمية أربعة مختبرات للمشاريع وغرفتين للكيمياء وغرفتين للبيولوجيا ومكتبة بمساحة 4,300 قدم مربع (400 متر مربع)، مع 45 فصلا دراسيا أكاديميا صممت حول «مجالات التعلم الموسعة» المرنة حيث يمكن للطلاب من مختلف الطبقات الدراسة في مجموعات.
للحصول على قائمة أكثر شمولا، انظر قائمة مدرسة للفنون الإبداعية والفنون المسرحية.
وقد أثمرت الهيئة عن خريجين بارزين في مجموعة واسعة من المجالات الفنية. وتشمل الخريجين سايروس فورهيس، منتج للرصاص الراهب، الكونغ فو باندا، روبن هود وإيمي رشح مينيزيريز خلية النائم وتود لويسو، مدير الحب ليزا والممثل في أبولو 13, عالية الإخلاص وغيرها من الأفلام. كما حضر هذه المدرسة أندي بيرزاك، مطربة من الحجاب الأسود بريدس.
وحصلت إيمي - وجائزة غولدن غلوب الحائز على جائزة سيكس أند ذي سيتي ستار سارة جيسيكا باركر على شهادة سكبا في الصفين الرابع والخامس قبل أن تغادر للعودة إلى مدرستها السابقة، مدرسة كليفتون. كما حضر المرشح الرابع من إيمي ريبيكا بوديج من أوبرا الصابون غايدينغ ليت حضور سكبا كما فعل إيمي شيك شيكاغو هوب ونيسيس روكي كارول والسينما والممثل التلفزيوني جيف سامز وممثلة بايواتش كارمن إلكترا. نيك لاشي، درو لاشي، وجوستين جيفري من مجموعة البلاتين المتعددة 98 درجة تخرج من سكبا، كما كان المرشح الكندي الجاز من المرشح العام جورج ايفانز، نجم برودواي رون بوهمر، والمعروفة على الصعيد الوطني باراك أوباما منتحل ايمان كروسون.
(أ) بحلول عام 1976, كان هناك 16 برنامجا مختلفا في 41 موقعا. ولم تنجح المدينة في تجنب التقاضي في الحقوق المدنية. وفي عام 1974, رفعت الرابطة الوطنية للنهوض بالأشخاص الملونين دعوى تطالب بإنهاء التعليم المدرسي المنفصل في سينسيناتي. وقالت المحكمة إن التسوية التي تم التوصل إليها في عام 1984 كانت «تاريخية في السماح للمنطقة التعليمية بالترويج أو السماح بالتمييز العنصري غير الدستوري لكي تختار لنفسها وسائل الوصول إلى أهداف الفصل العنصري». وعلى وجه التحديد، فإن نظام المدارس المغناطيسية الذي كان تعمل تحت إشراف المحكمة الاتحادية حتى عام 1991.
 (ب): أنشأت مدينة نيويورك المدرسة الثانوية للموسيقى والفنون في عام 1936 والمدرسة الثانوية للفنون المسرحية (للرقص والدراما) في عام 1948. وقد جمعت في عام 1984 كمدرسة فيوريلو H. لاغوارديا الثانوية للموسيقى والفنون، الفنون التمثيلية.
ج: كجزء من تقاليد المدرسة، يتخرج كبار السن من خارج المبنى كجزء من احتفالات يوم الصف في اليوم الأخير في سكبا للاحتفال بهذه الرحلة اليومية.
 د: تم تقليص خطط رؤية كونزيل الأصلية لمجمع الفنون بأكمله التي ترتكز عليها قاعة الموسيقى بسبب نقص التمويل.
- مدرسة الفنون الإبداعية والآدائية على موقع ميوزك برينز (الإنجليزية)
- مدرسة الفنون الإبداعية والآدائية على موقع ديسكوغز (الإنجليزية)

1. ↑  "Ohio High School Athletic Association Member Directory". Ohio High School Athletic Association. مؤرشف من الأصل في 2010-11-02. اطلع عليه بتاريخ 2010-03-16.
2. ↑  Russell، Shannon (17 يناير 2002). "Surprising SCPA, 13–1, performing on court". سينسيناتي (صحيفة). مؤرشف من الأصل في 2014-01-17. اطلع عليه بتاريخ 2010-10-06.

- Borman، Kathryn M.؛ Spring، Joel H. (1984). Schools in Central Cities: Structure and Process. New York: Longman. ISBN:0-582-28405-8. {{استشهاد بكتاب}}: الوسيط |ref=harv غير صالح (مساعدة)
- Cromwell, David; North, Rob (writers and producers) (1982). Dare to be Different (Television production). Cincinnati, OH: WKRC-TV Taft Broadcasting.
- Fine، John S.؛ Krome، Fredric (2007). Jews of Cincinnati. Images of America. Charleston, S.C.: Arcadia. ISBN:0-7385-5106-6. {{استشهاد بكتاب}}: الوسيط |ref=harv غير صالح (مساعدة)
- Griffin، Virginia K. Chapter 4: Desegregation in Cincinnati: The Legal Background. In Levine & Havighurst 1977.
- Jacobs، James N؛ Felix، Joseph L. Chapter 6: Issues in Implementing and Evaluating Alternative Programs in Cincinnati. ص. 110. In Levine & Havighurst 1977.
- Levine، Daniel U.؛ Havighurst، Robert J.، المحررون (1977). The Future of Big City Schools: Desegregation Policies and Magnet Alternatives. Series on Contemporary Educational Issues. Berkeley, CA: McCutchan Publishing. ISBN:0-8211-1113-2. {{استشهاد بكتاب}}: الوسيط |ref=harv غير صالح (مساعدة)
- Miller، Zane L؛ Tucker، Edward Bruce (1998). Changing Plans for America's Inner Cities: Cincinnati's Over-The-Rhine and Twentieth-Century Urbanism. Urban Life and Urban Landscape Series. Columbus: Ohio State University Press. ISBN:0-8142-0762-6. {{استشهاد بكتاب}}: الوسيط |ref=harv غير صالح (مساعدة)
- "2007–08 Student Handbook" (PDF). School for Creative and Performing Arts. 2007. مؤرشف من الأصل (PDF) في 2010-05-09. اطلع عليه بتاريخ 2009-11-28.
- "2009–10 Student Handbook" (PDF). School for Creative and Performing Arts. 2009. مؤرشف من الأصل (PDF) في 2022-03-31. اطلع عليه بتاريخ 2010-01-03.[وصلة مكسورة]
- Vaccariello، Linda؛ Pyle، Albert (أكتوبر 1993). "Drama School". Cincinnati Magazine. ج. 27 رقم  1. ص. 99–107. {{استشهاد بخبر}}: الوسيط |ref=harv غير صالح (مساعدة)
- Vaccariello، Linda (نوفمبر 1997). "Turnaround at the SCPA". Cincinnati Magazine. ج. 31 رقم  2. ص. 77–80. {{استشهاد بخبر}}: الوسيط |ref=harv غير صالح (مساعدة)
- Waldrip، Donald R. (أبريل 1976). "Alternative Schools: Schools to Rescue Cities as Well as Kids". Cincinnati Magazine. ج. 9 رقم  7. {{استشهاد بخبر}}: الوسيط |ref=harv غير صالح (مساعدة)
- Waldrip، Donald R. (1979). "The Cincinnati Alternative Schools". The Cincinnati Historical Society Bulletin. ج. 38: 129–135. ISSN:0194-2883. {{استشهاد بدورية محكمة}}: الوسيط |ref=harv غير صالح (مساعدة)

- Official website
- 360˚ interactive panoramas of the Corbett Theater inside the Erich Kunzel Center

‌